# Saint-Mary-le-Plain
Saint-Mary-le-Plain (okzitanisch Sant Mari lo Plan) ist eine französische Gemeinde mit 186 Einwohnern (Stand 1. Januar 2022) im Département Cantal in der Region Auvergne-Rhône-Alpes (vor 2016 Auvergne). Sie gehört zum Arrondissement Saint-Flour und zum Kanton Saint-Flour-1. 

## Lage
Saint-Mary-le-Plain liegt etwa 57 Kilometer ostnordöstlich von Aurillac.
Nachbargemeinden sind Bonnac im Norden, Saint-Poncy im Osten, Vieillespesse im Süden, Rézentières im Südwesten sowie Ferrières-Saint-Mary im Westen.

## Bevölkerungsentwicklung
| Jahr                       | 1962 | 1968 | 1975 | 1982 | 1990 | 1999 | 2006 | 2011 | 2019 |
| -------------------------- | ---- | ---- | ---- | ---- | ---- | ---- | ---- | ---- | ---- |
| Einwohner                  | 306  | 284  | 245  | 206  | 172  | 156  | 157  | 153  | 174  |
| Quellen: Cassini und INSEE |      |      |      |      |      |      |      |      |      |

## Sehenswürdigkeiten
- Kirche Saint-Mary, Monument historique

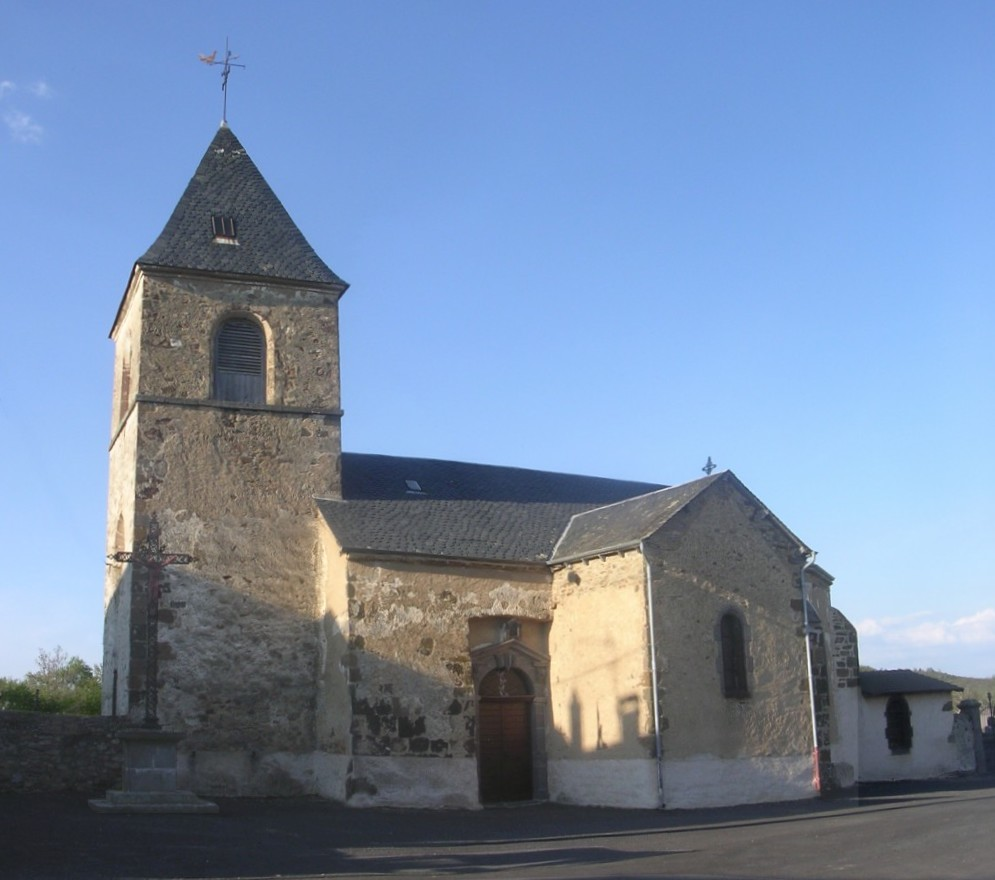
Kirche Saint-Mary